# Saidapur, Yadgir
Saidapur là một thị trấn (census town) và panchayat village ở phía Nam bang Karnataka, Ấn Độ.